# Castellar de N'Hug
Castellar de N'Hug är en ort i Spanien.   Den ligger i provinsen Província de Barcelona och regionen Katalonien, i den nordöstra delen av landet, 500 km öster om huvudstaden Madrid. Castellar de N'Hug ligger 1 418 meter över havet och antalet invånare är 184.
Terrängen runt Castellar de N'Hug är kuperad åt sydväst, men åt nordost är den bergig. Terrängen runt Castellar de N'Hug sluttar söderut. Runt Castellar de N'Hug är det mycket glesbefolkat, med 4 invånare per kvadratkilometer. Närmaste större samhälle är Ripoll, 17,0 km sydost om Castellar de N'Hug. I omgivningarna runt Castellar de N'Hug växer i huvudsak blandskog.